# Hugo Schiff
Hugo Schiff (26. duben 1834, Frankfurt nad Mohanem - 8. září 1915, Florencie) byl německý chemik, žák Friedricha Wöhlera z Göttingenu. Roku 1879 založil Chemický ústav na Univerzitě ve Florencii. Objevil Schiffovy báze a některé aminy, zabýval se výzkumem aldehydů a aminokyselin. Je po něm pojmenovaný Schiffův test.

## Práce
- Introduzione allo studio della chimica, vydal Loescher, Turín 1876 - série přednášek prof. Schiffa v Muzeu přírodních věd
- Einführung in das Studium der Chemie, vydal Verlag von Theobald Grieben, Berlin 1876
- Untersuchungen über Metallhaltige Anilinderivate und über die Bildung des Anilinroths, Hugo Schiff, vydal Verlag von J. Springer, Berlín 1864
- Appunti dalle lezioni del Prof. Ugo Schiff compilati dal suo allievo Andrea Torricelli, Voll. I - II, 1897